# مبادرة الدول الأربع
مبادرة الدول الأربع هي مشروع تعاون بدأ في عام 2005 كمبادرة من شيلي وجنوب إفريقيا والسويد وتايلاند. تم إنشاء المبادرة للمساهمة في الجهود المبذولة لإصلاح أنظمة الحكم والإدارة وهياكل الأمانة العامة للأمم المتحدة.
تتكون مبادرة الدول الأربع، التي كانت نشطة من أوائل عام 2006 حتى أكتوبر 2007، من لجنة توجيهية تضم ممثلين من جميع البلدان الأربعة، وأمانة مقرها في ستوكهولم.
يعد إصلاح الأمانة العامة للأمم المتحدة موضوعًا مهمًا وكان على رأس جدول الأعمال خلال فترة رئاسة الأمين العام للأمم المتحدة كوفي عنان. كانت هناك العديد من جهود الإصلاح، لا سيما تقرير الأمين العام عن الاستثمار في الأمم المتحدة والتفويض والتنفيذ، اعتبارًا من مارس 2006، والمراجعة الشاملة للإدارة والرقابة في الأمم المتحدة، يونيو 2006.
تختلف مبادرة الدول الأربع عن مبادرات الإصلاح المذكورة أعلاه بدفعها الدول الأعضاء نفسها. كما تتسم بتركيزها على عملية المشاورات التي تحاول خلق أكبر مجال ممكن لتوافق الآراء قبل تقديم مقترحات الإصلاح فعليًا. وتخطط المبادرة لتقديم مقترحات نهائية بحلول سبتمبر 2007 ولكن التقرير الأولي متاح بالفعل (نحو اتفاق - تقرير عن المقترحات الأولية من قبل اللجنة التوجيهية لمبادرة الدول الأربع).

## روابط خارجية
- موقع إصلاح الأمم المتحدة
- مركز إصلاح الأمم المتحدة - منظمة مستقلة لبحوث السياسات تقدم التوثيق والتحليل المتعمق لعمليات الإصلاح الجارية